# HD 139139
HD 139139 (también conocido como EPIC 249706694) es probablemente parte de un sistema de pares ligados de estrellas de secuencia principal a unos 350 años luz (110 parsecs) de la Tierra en la constelación de Libra. HD 139139 es una estrella de secuencia principal de tipo G, un poco más grande y más luminosa que el sol, y a una temperatura casi idéntica. Tiene una magnitud visual aparente de 9,8. Se cree que la estrella compañera es una enana roja K5-7 alejada 3″ de HD 139139. Es aproximadamente tres magnitudes más débil y tiene una temperatura de entre 4.100 y 4.300 K. Ambas estrellas tienen un movimiento propio similar, lo que significa que pueden formar una par binario ligado gravitacionalmente.
HD 139139 exhibe caídas de brillo similares a las causadas por planetas similares a la Tierra en tránsito. El telescopio espacial Kepler observó 28 caídas en su brillo durante un período de 87 días (23 de agosto - 20 de noviembre de 2017). Las caídas no parecen ser periódicas como se esperaría si se debieran a planetas en tránsito.
Se desconoce cuál de las dos estrellas produce los eventos de atenuación. Las posibles explicaciones que se han investigado incluyen planetas que transitan por una estrella binaria, planetas que perturban las órbitas entre sí produciendo grandes variaciones en el tiempo de tránsito, un planeta en desintegración, grandes asteroides productores de polvo y manchas solares de corta duración. Según Andrew Vanderburg, uno de los investigadores de los estudios originales, “En astronomía tenemos una larga historia de no entender algo, pensar que son extraterrestres y luego descubrir que es otra cosa... Las probabilidades son bastante altas de que vaya a ser ser otro de esos”.

## Tasfondo
HD 139139 fue identificado como inusual por dos grupos independientes de topógrafos visuales (científicos ciudadanos) que trabajaban en colaboración con astrónomos veteranos. «Pero algunos de estos patrones son demasiado complejos para que las computadoras los descubran; los científicos ciudadanos voluntarios también revisan el catálogo de Kepler, utilizando el poder del cerebro humano para descubrir señales sorprendentes. En la primavera de 2018, algunos de estos astrónomos legos contactaron a Vanderburg y le dijeron para ver HD 139139, una estrella similar al sol a unos 350 años luz de distancia».
Según Andrew Vanderburg, HD 139139 es una de las estrellas correspondiente al 0,5% de las mismas en el cielo que pueden ver el tránsito de la Tierra. «El parámetro de impacto del tránsito sería cercano a 0,9, por lo que apenas pueden vernos, la duración del tránsito sería solo alrededor del 40% de la duración que esperaríamos para un tránsito perfectamente de borde».

### En inglés
- EPIC Catalog at MAST
- Video (8:57): HD 139139 summary & related en YouTube.
- Video (30:36): The Mysterious Star HD 139139 with Dr. Andrew Vanderburg en YouTube.
- Video (1:00): HD 139139 summary/kgw Archivado el 4 de julio de 2019 en Wayback Machine.
- Why the “Random Transiter” is now the most mysterious star in the Galaxy 29 de junio de 2019
- Esta obra contiene una traducción total derivada de «HD 139139» de Wikipedia en inglés, concretamente de esta versión, publicada por sus editores bajo la Licencia de documentación libre de GNU y la Licencia Creative Commons Atribución-CompartirIgual 4.0 Internacional.

- Datos: Q65053923
- Multimedia: HD 139139 / Q65053923